# Démystificateur
Un démystificateur (en anglais, debunker) est une personne ou une organisation qui tente de mettre à nu ou de discréditer des revendications censées fausses, exagérées ou prétentieuses,. La pratique de la démystification est souvent associée à des enquêtes sceptiques de sujets controversés : Ovnis, phénomènes prétendument paranormaux, cryptides, théorie du complot, médecines alternatives, religions, ainsi qu'à l'étude de science marginale ou de pseudo-science.
Si les démystificateurs n'y veillent pas, leurs communications peuvent se retourner contre eux, renforçant la croyance à long terme du public dans les mythes. Ainsi, un effet de retour de flamme peut se produire si un message passe trop de temps sur le côté négatif, s'il est trop complexe ou s'il est menaçant. À l'inverse, présenter des données factuelles remettant en cause une croyance et révéler les subterfuges rhétoriques utilisés pour la soutenir constitue une méthode à l'efficacité avérée de lutte contre la désinformation,.

## Debunk,debunking,debunker
L'American Heritage Dictionary (en) retrace le passage des mots bunk (nom), debunk (verbe) et debunker (nom) en anglais américain en 1923 sous la forme d’une excroissance tardive de bunkum, dont la premier utilisation enregistrée était en 1828, apparemment liée à un « discours pour le  comté de Buncombe, Caroline du Nord » mal reçu par le représentant de Caroline du Nord Felix Walker au cours du 16e Congrès des États-Unis (en) (1819-1821).
Le terme « debunk » est issu du  roman Bunk, publié en 1923 par le journaliste et historien américain William Woodward (1874–1950) qui l'a utilisé pour signifier « extraire le non-sens (bunk (en)) des choses ».

## Démystificateurs notables
- Stephen Barrett a fondé le site internet Quackwatch (en) et a écrit sur le charlatanisme médical (en anglais quackery)[8].
- ConspiracyWatch
- Brian Dunning (en) produit le podcast Skeptoid[9].
- Stanton Friedman a démystifié à la fois les supposés cas d'ovnis et les tentatives de démystification sur d'autres cas d'ovnis[10].
- Martin Gardner était un écrivain des mathématiques et des sciences qui avait largement critiqué la parapsychologie dans ses articles de magazines et livres[11].
- Susan Gerbic est la fondatrice et dirigeante de Guerrila Skepticism sur Wikipedia qui a pour mission d'améliorer le contenu sceptique de Wikipedia[12],[13]. Elle a concentré son militantisme sceptique à démystifier de prétendus sujets psi, tels que Sylvia Browne, Chip Coffey et Tyler Henry[14],[15].
- Harry Houdini a passé une bonne partie de sa vie et de sa carrière à démystifier les spiritualistes et les médiums[11],[16].
- Ray Hyman est un psychologue connu pour avoir démystifié des études scientifiques liées à la parapsychologie[11].
- Philip Klass a été un des pionniers des enquêtes sceptiques sur les ovnis[11],[17].
- Alan Melikdjanian (Captain Disillusion) démystifie avec humour des vidéos virales et paranormales canularesques en se focalisant sur les effets visuels[18].
- Donald Menzel a été le prédécesseur de Philip Klass dans la démystification des ovnis[réf. nécessaire].
- Joe Nickell écrit régulièrement pour le magazine Skeptical Inquirer[11].
- Penn et Teller est un duo de divertissement démystifiant souvent les tours de magie et les illusions[19]. Ils ont également démystifié de nombreux autres aspects de la croyance populaire dans leur émission,  Penn & Teller: Bullshit! .
- Dorothy Dietrich est une magicienne professionnelle, experte et historienne d'Houdini. Elle a été nommée responsable du site funéraire de Houdini et est la fondatrice du musée Houdini à Scranton, en Pennsylvanie[20].
- Philip Plait est un astronome et un écrivain scientifique spécialisé dans la lutte contre les pseudosciences liées à l'espace et à l'astronomie. Il a créé Badastronomy.com pour lutter contre les idées fausses sur l'astronomie et les sciences spatiales en fournissant une analyse critique des théories pseudoscientifiques relatives à ces sujets[21],[22],[23].
- Basava Premanand, fondateur de Indian CSICOP et de la fédération des associations rationalistes indiennes[24], a démasqué  divers god-men (en) indien (fakirs, sâdhus, Swamis, gourous, guérisseurs par la foi)[25],[26] et passe pour être le critique le plus féroce de Sathya Sai Baba et de ses fraudes[25].
- James Randi a percé à jour les manipulations de guérisseurs par la foi, sujets psi et d'autres qui prétendaient avoir des pouvoirs paranormaux[11],[27].
- Carl Sagan est un astronome réputé qui a démystifié des prétendues rencontres du troisième type telles que l'enlèvement de Betty et Barney Hill, et des pseudosciences comme celle de Immanuel Velikovsky Worlds in Collision (en)[11],[28].
- Michael Shermer est le fondateur et le président de l'association à but non lucratif Skeptics Society et le rédacteur en chef de la revue Skeptic[11].
- Britt Marie Hermes est une démystificatrice éminente de la naturopathie, ayant elle-même pratiqué la naturopathie par le passé[29].
- Benjamin Radford est un écrivain, chercheur et sceptique qui a écrit ou coécrit plus de vingt livres et écrit plus de mille articles et chroniques traitant de sujets tels que les légendes urbaines, les mystères inexpliqués et le paranormal[30],[31].

## Organisations notables
- Committee for Skeptical Inquiry.
- Skeptics Society.
- Les MythBusters, un programme de Discovery Channel. Deux ancien techniciens d'effets spéciaux, Jamie Hyneman et Adam Savage, testent la validité de légendes urbaines.
- La National Institute of Standards and Technology démystifie l'hypothèse de la démolition contrôlée du World Trade Center.
- Popular Mechanics est à l'origine de plusieurs publications qui réfutent également les théories du complot du 11 septembre, en particulier celles mentionnées dans Loose Change.
- Snopes démystifie ou valide des légendes urbaines.
- Quackwatch (en).
- Le site internet Bad Astronomy, de l'astronome Philip Plait, démystifie l'astrologie et d'autres mythes liés au ciel.
- James Randi Educational Foundation.
- American Council on Science and Health.
- le Poynter Institute (créateur du programme MediaWise visant à aider les jeunes à mieux détecter la manipulation en ligne)

## Effet de retour de flamme

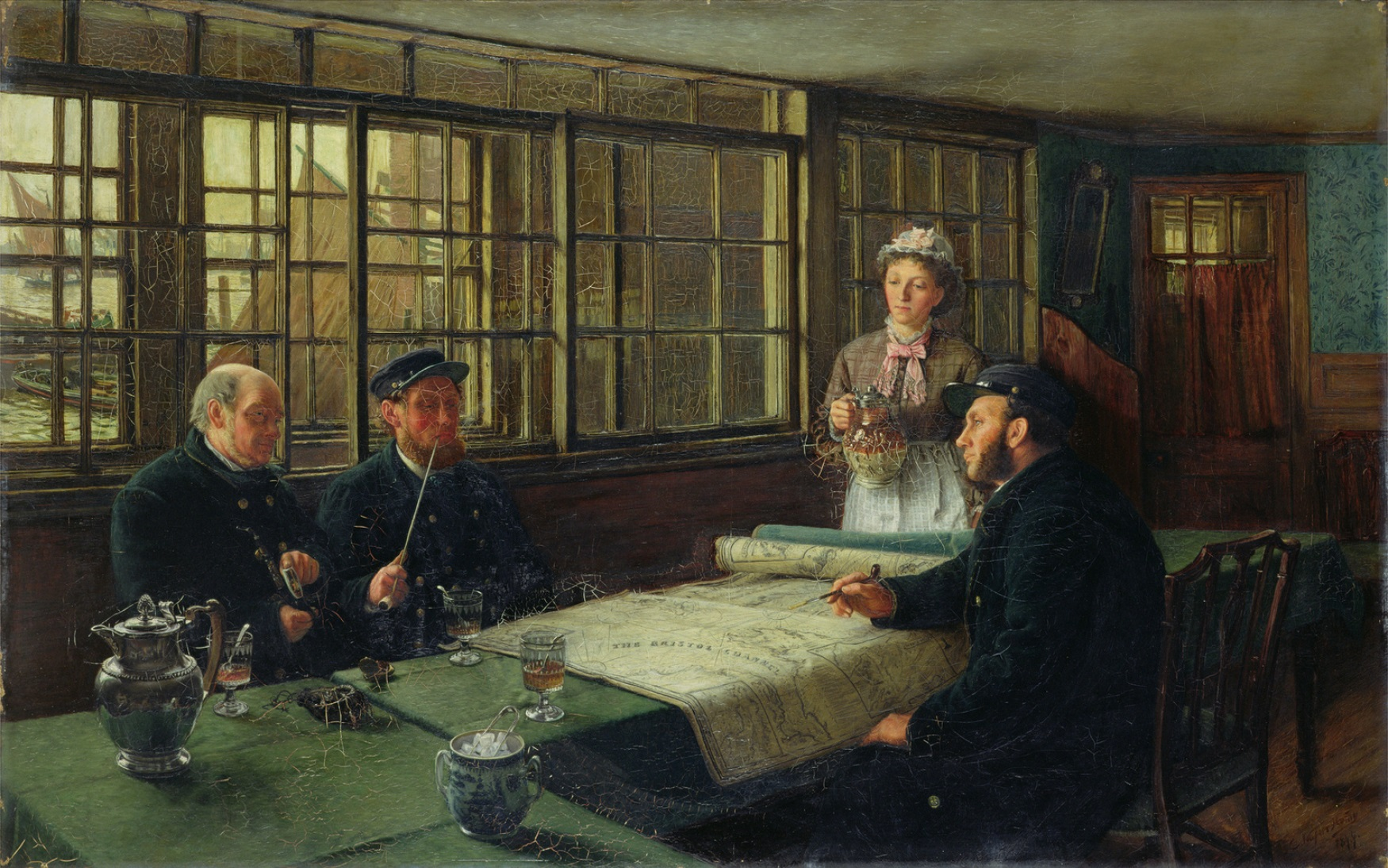
Les auteurs du manuel Debunking Handbook avertissent qu’un échec de la démystification peut aggraver les idées fausses. Ils recommandent une éducation simple, positive et sensible sur le plan émotionnel (par exemple, renforcer l'ego de l'apprenant ou éviter les mots menaçants).

Les professeurs australiens Stephan Lewandowsky et John Cook, chercheurs en communication sur le climat au Global Change Institute de l'Université du Queensland (et auteur sur SkepticalScience.com) ont co-écrit le livre Debunking Handbook, dans lequel ils avertissent que les efforts de démystification peuvent se retourner contre leurs auteurs. Les effets de retour de flamme se produisent lorsque des communicateurs scientifiques renforcent accidentellement de fausses croyances en s'efforçant de les corriger, un phénomène connu sous le nom de persévérance dans la croyance,.
Cook et Lewandowsky proposent des solutions possibles aux effets de retour de flamme comme décrits dans différentes études psychologiques. Ils recommandent de passer peu ou pas de temps à décrire les idées fausses car les gens ne peuvent s’empêcher de se rappeler les idées qu’ils ont entendues auparavant. Ils écrivent : « Votre objectif est d'augmenter la familiarité qu'ont les gens avec les faits »,,. Ils recommandent de fournir des arguments peu nombreux mais plus clairs, postulant que les gens retiennent plus facilement un message quand il est plus simple et plus facile à lire. Less is more (Moins, c'est plus) est particulièrement important, car les vérités scientifiques peuvent être extrêmement détaillées ; des images, des graphiques et des slogans facilement mémorisables aident à garder les choses simples,.
Les auteurs écrivent que les démystificateurs devraient essayer de développer l'ego des personnes d'une manière ou d'une autre avant d'affronter de fausses croyances, car il est difficile de considérer des idées qui menacent la vision du monde d'une personne, (en effet, les idées menaçantes causent une dissonance cognitive). Il est également conseillé d'éviter les mots à connotation négative,. Les auteurs décrivent des études qui ont montré que les gens détestent les explications incomplètes. Ils écrivent ceci : « En l'absence d'une meilleure explication, [les gens] optent pour une explication erronée ». Il est important de combler les lacunes conceptuelles et d'expliquer la cause de l'idée fausse en premier lieu,. Les auteurs pensent que ces techniques peuvent réduire les risques de « retour de flamme ».